# ترنتون (داکوتای شمالی)
ترنتون (به انگلیسی: Trenton) یک منطقهٔ مسکونی در ایالات متحده آمریکا است که در شهرستان ویلیامز، داکوتای شمالی واقع شده‌است. ترنتون ۵۷۹٫۱۳ متر بالاتر از سطح دریا واقع شده‌است.